# Giana Factory
Giana Factory er en trio, der består af Lisbet Fritze, Sofie Johanne og Loui Foo, søster til Sharin Foo i The Raveonettes, og i øvrigt stand in for Sharin på Raveonettes' sommerturné i 2008.
Giana Factory har allerede nået at være opvarmning for Glasvegas og spillet anmelderroste koncerter på bl.a. Roskilde og SPOT Festivalen i år. Gruppen blev desuden udnævnt af Soundvenue til Breakin' Sound 2009.
EP'en Bloody Game er produceret af pigerne selv i samarbejde med Tomas Barfod (WhoMadeWho, Filur).
Giana Factory spillede på Vega (Kbh.) den 17. oktober 2009.